# 王和镇
王和镇，是中华人民共和国山西省长治市沁源县下辖的一个乡镇级行政单位。

## 行政区划
王和镇下辖以下地区：
王和村、红莲村、西沟村、松树村、前军家沟村、后军家沟村、神灵村委会、后沟村、口头村、太山沟村、前西窑沟村、古寨村、南坪村、大栅村、铁水沟村、虎限村、坡底村、王凤村、贾郭村、郜家峪村、岩进石村、小箭杆村和道北村。